# Altuncan Khatun
Altuncan Khatun (anche nota come Altun Jan Khatun; Corasmia, ... – Zanjan, dicembre 1060) è stata la consorte principale di Toghrul Beg, fondatore dell'Impero selgiuchide.

## Biografia
Altuncan Khatun era una donna turca originaria della Corasmia. Sposò Shah Malik, sovrano dell'Impero corasmio, da cui ebbe un figlio, Anushirwan. Rimase vedova nel 1042 e l'anno seguente sposò Toghrul Beg, primo sultano dei Selgiuchidi e responsabile della morte del suo primo marito. Suo figlio venne escluso dalla successione al trono paterno e visse invece con lei alla corte selgiuchide.
Come moglie di Toghrul, venne descritta come una donna di buon cuore, religiosa e dedita alla beneficenza, ma anche determinata e dotata di un fermo giudizio, motivo per cui era spesso consultata dal marito su questioni politiche.
Nel 1058, Toghrul si recò ad Hamadan per affrontare la rivolta del suo fratellastro Ibrahim Inal e inviò Altuncan e suo figlio a Baghdad, ospito del califfo, per la loro sicurezza. Qui, Altuncan fu brevemente coinvolta in un vago complotto del visir al-Kunduri, che intendeva deporre Toghrul a favore del figlio di Altuncan, ma il tutto si risolse in un nulla di fatto per mancanza di appoggio. Invece Altuncan, malgrado le opposizioni, radunò un esercito e, requisito il tesoro, si recò anche lei ad Hamadan. Il suo gesto contribuì alla sconfitta di Ibrahim, perché questi divise il suo esercito per rispondere all'avvicinarsi delle forze di Altuncan, che si erano via via incrementate lungo il percorso. Dopo la vittoria, Altuncan si riunì a suo marito a Rey.
Altuncan Khatun morì nel dicembre 1060 a Zanjan, a causa di un edema, e fu sepolta a Rey. Lasciò le sue proprietà a Sayida Khatun, figlia del califfo, che Toghrul poi sposò, secondo la leggenda esaudendo il desiderio della moglie morente.
Alla morte di Toghrul nel 1063 il figlio di Altuncan tentò di prenderne il trono, ma fu catturato a Rey e giustiziato per ordine del nuovo sultano Alp Arslan, figlio di Chagri Bey, fratello di Toghrul.